# 4876 Strabo
4876 Strabo је астероид главног астероидног појаса чија средња удаљеност од Сунца износи 2,907 астрономских јединица (АЈ).
Апсолутна магнитуда астероида је 13,0.